# Bombardement du Marlin Luanda

Carte de l’activité des Houthis en Arabie du Sud :
Territoire yéménite contrôlé par les Houthis (SPC)
Territoire yéménite contrôlé par le gouvernement du Yémen (PLC)
- Attaques des Houthis (en rouge) et détournements de navires (en bleu)

Le 26 janvier 2024, lors de la crise de la mer Rouge, le pétrolier Marlin Luanda est touché par un missile antinavire tiré par les Houthis.

## Marlin Luanda
Le Marlin Luanda est un pétrolier construit en 2018 aux chantiers navals New Times à Taizhou, en Chine. Il appartient à Suntech Maritime et est exploité par Oceonix Services Ltd, une société domiciliée en Grande-Bretagne, pour le compte de Trafigura, une société domiciliée à Singapour,,,.

## Frappe de missile
Alors qu'il navigue vers Singapour depuis l'Égypte, le pétrolier, transportant du naphta russe (environ 90.000 tonnes) acheté à un prix inférieur au prix plafond, est touché le 26 janvier 2024 par un missile antinavire lancé par les rebelles Houthis, dans le cadre de la crise de la mer Rouge. À ce moment, le navire se trouve à environ 110 kilomètres au sud-est d'Aden. La frappe provoque un incendie dans l'une des citernes à marchandises tribord du navire et l'équipage applique les règles de lutte contre le feu afin de l'atenuer,. Selon les premiers rapports, l'équipage aurait abandonné le navire, mais cela s'avérera par la suite inexacte.
À la suite de l'attaque, l'USS Carney met le cap vers le navire en détresse, au cours duquel il est également visé par un missile houthi qui sera abattu. Selon un responsable américain anonyme, c'est la première fois que les Houthis visent directement un navire militaire américain depuis le début de la crise en mer Rouge.
Le 27 janvier, Trafigura publie un communiqué annonçant qu'aucun membre d'équipage n'a été blessé par l'attaque, celui-ci continuant à combattre l'incendie avec l'aide de navires militaires. Plus tard dans la journée, l'incendie est maîtrisé avec l'aide de navires indiens (notamment l'INS Visakhapatnam), américains (notamment l'USS Carney) et français (frégate Alsace), le navire étant ensuite dirigé vers un port sécurisé,. Dix marins de la marine indienne dotés d'un équipement spécialisé de lutte contre l'incendie sont montés à bord et ont combattu l'incendie avec l'équipage du Marlin Luanda composé de 22 Indiens et d'un Bangladais pendant six heures.
D'après les Houthis, le navire est britannique et a été ciblé en réponse à « l'agression américano-britannique contre notre pays »,.

## Conséquences
Trafigura annonce évaluer le risque de nouveaux transit à travers la mer Rouge à la suite des attaques, tandis que le Free Spirit, un pétrolier transportant du pétrole brut, a fait demi-tour pour éviter d'entrer dans le golfe d'Aden peu après l'attaque. Avant l’attaque, la plupart des pétroliers ont continué à traverser la mer Rouge, à l’exception notable de la compagnie QatarEnergy,.